# Site des mégalithes de Locmariaquer
Le site des mégalithes de Locmariaquer est un ensemble mégalithique situé à Locmariaquer et géré par le Centre des monuments nationaux. Le site présente trois mégalithes illustrant la diversité des constructions néolithiques du Morbihan construit entre -5000 et -3800 ans : le grand menhir brisé d'Er Grah, le tumulus d'Er Grah, la table des Marchand. 
En juillet 2025, le site est inscrit sur la liste de l'UNESCO au Patrimoine mondial dans le bien des mégalithes de Carnac et des rives du Morbihan,.

## Le site mégalithique

### Historique
L'ensemble du site a fait l'objet d'une campagne de fouilles dirigée par Charles-Tanguy Le Roux (GrandMenhir, Er Grah) et Jean L'Helgouac'h (Table des Marchand) à partir de 1987 et 1994, époque à laquelle ont été effectuée les dernières restaurations.

### Le grand menhir brisé d'Er Grah

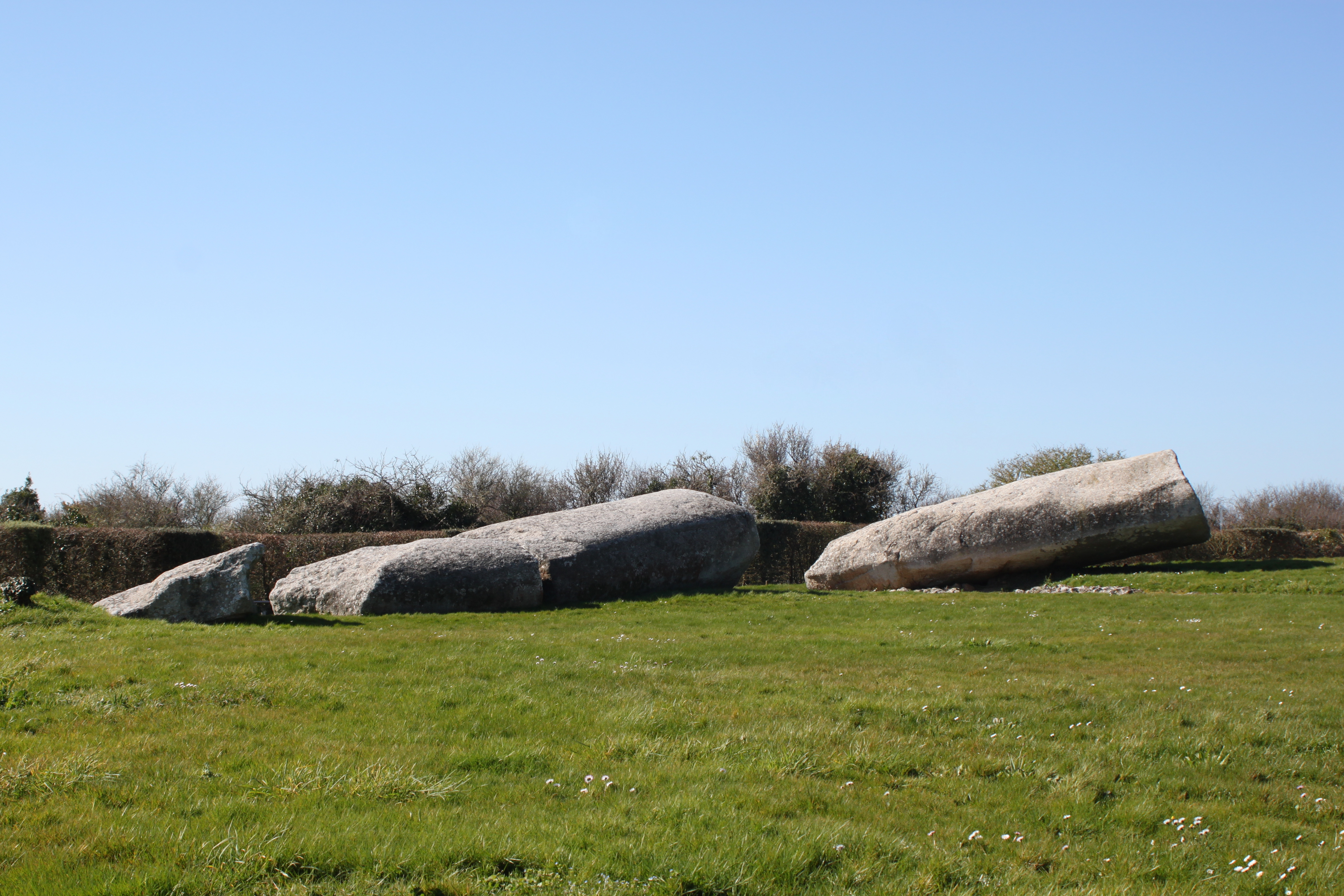
Le grand menhir brisé d'Er Grah

Il s'agit d'un exemple de menhir de 20m (le plus grand connu en Europe) qui faisait partie d'un alignement de 18 pierres dressées. Il a chuté quelques siècles plus tard, et s'est alors brisé en quatre morceaux. L'érection remonterait au milieu du Ve millénaire av. J.-C..

### Le tumulus d'Er Grah

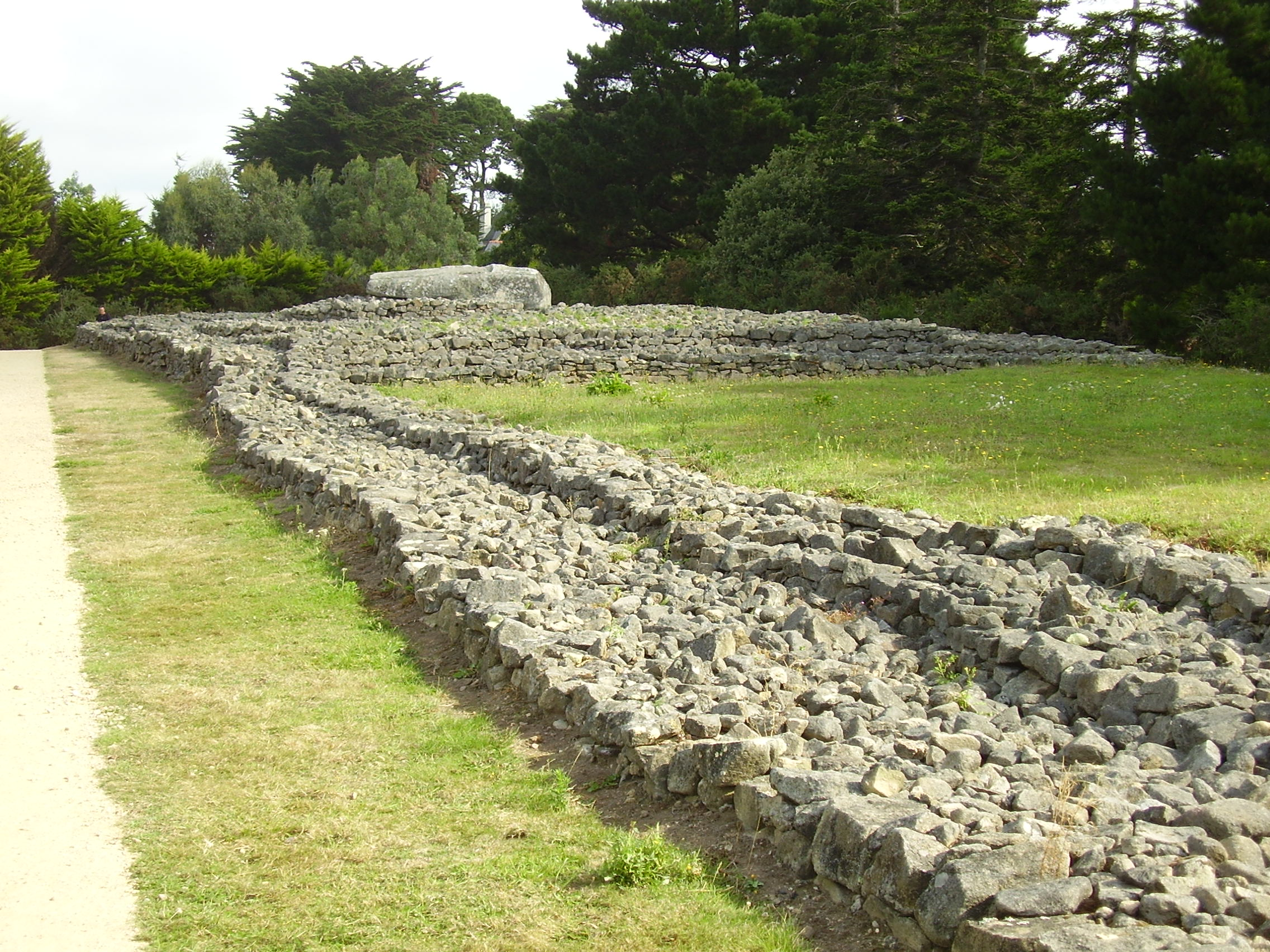
Le tumulus d'Er Grah.

Cet exemple de tumulus mesure 140 m de long et recouvre un petit caveaux.

### La table des Marchand

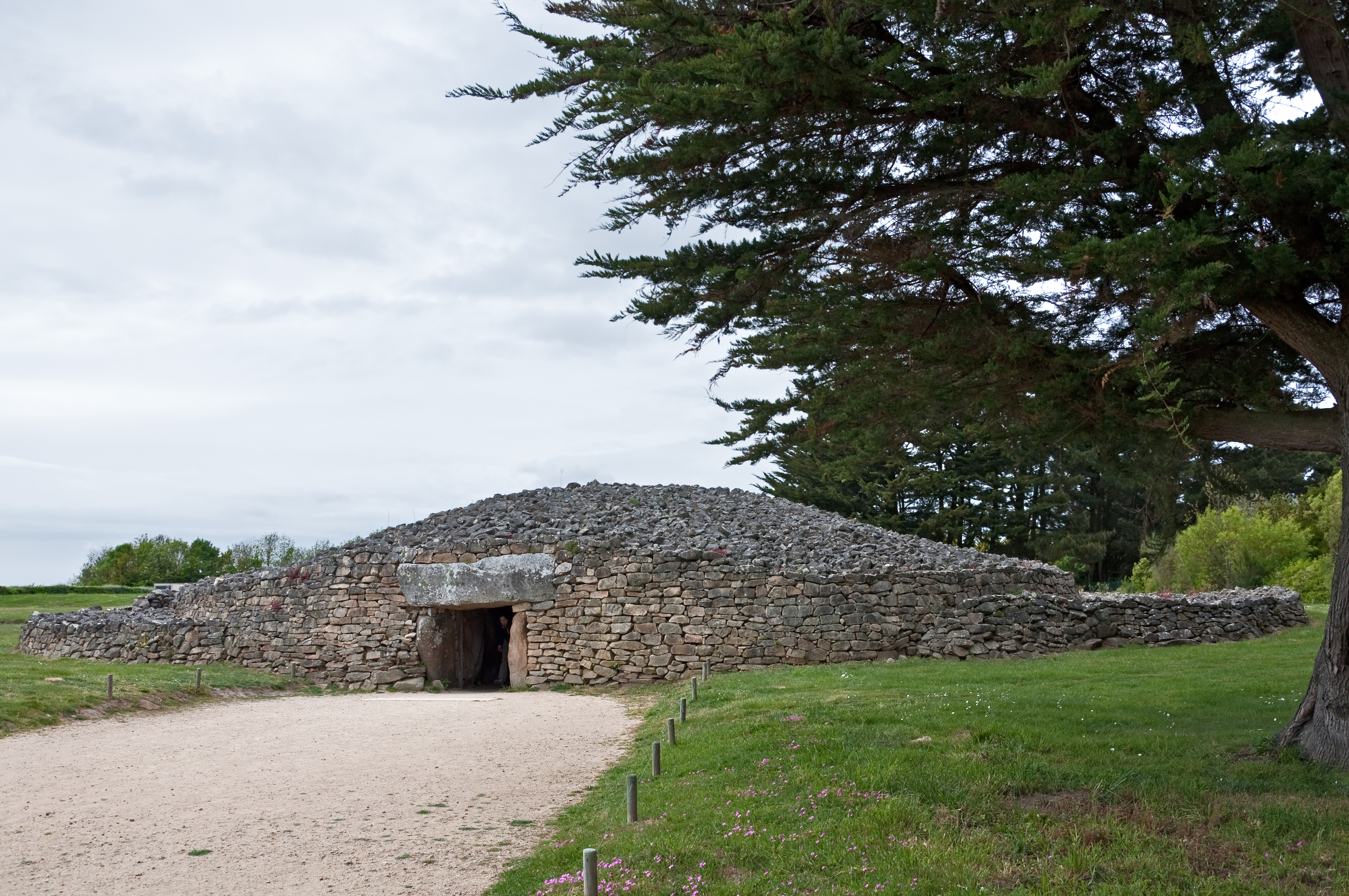
La table des Marchand

Il s'agit d'un exemple de dolmen recouvert d'un cairn. Certaines pierres peuvent provenir de l'alignement de 18 menhirs à proximité. Le cairn a été reconstitué lors d'une restauration par Zacharie Le Rouzic en 1837-1938, refaite en 1991.

## En dehors du site
Le site est situé dans le riche ensemble mégalithique du Morbihan. La commune de Locmariaquer abrite notamment un grand nombre de mégalithes, en plus de ces trois-là :
- Les Pierres Plates, dolmen coudé long de près de 25 m
- Dolmen d'Er Houel, dolmen est situé à l'extrémité de la pointe d'er Houel
- Chambre et tumulus du Mané-Rutual
- Dolmen de Kercadoret
- Dolmen de Kerveresse
- Tumulus du Mané-Lud
- Tumulus de Mané et Hroech

À proximité, les mégalithes les plus célèbres sont :
- Cairn de Gavrinis
- Alignements de Carnac